# Tiszainoka
Tiszainoka es un pueblo húngaro perteneciente al distrito de Kunszentmárton, condado de Jász-Nagykun-Szolnok.

## Superficie
Cuenta con una superficie de 17,92 km².

## Demografía
Hasta 2024 la población era de 397 habitantes, con una densidad de población de 22,15 hab/km².
| Gráfica de evolución demográfica de Tiszainoka entre 2020 y 2024 |
|                                                                  |
| Datos según la Oficina Central de Estadística de Hungría.        |